# Alice Moderno
Alice Augusta Pereira de Melo Maulaz Moderno (Paris, 11 de Agosto de 1867 — Ponta Delgada, 20 de Fevereiro de 1946), conhecida por Alice Moderno, foi uma professora, escritora, tradutora, jornalista, publicista e poetisa, que se distinguiu como feminista e activista dos direitos dos animais. Fundou a Sociedade Micaelense Protectora dos Animais, pioneira na protecção destes no arquipélago dos Açores.

## Biografia

### Primeiros Anos
Nascida em Paris, França, a 11 de agosto de 1867, Alice Augusta Pereira de Melo Maulaz Moderno era filha de João Rodrigues Pereira Moderno, médico homeopata, e de Celina Pereira de Melo Maulaz, sendo ambos portugueses, de origem açoriana, emigrados em França. Nos primeiros meses de idade viveu durante alguns meses na ilha Terceira, a fim de ser baptizada e conhecer os seus avós, e pouco depois, regressou novamente a França. Nove anos depois, em 1876, voltou novamente com os pais à Terceira, onde a família permaneceu até 1883, ano em que o seu pai emigrou para os Estados Unidos e Alice se fixou em Ponta Delgada.
Desafiando os costumes conservadores da época, apesar de ter tido a sua formação inicial em casa, falando fluentemente francês e português e sendo ensinada a ler e escrever pela sua mãe, logo no ano em que se fixou em Ponta Delgada publicou o poema "Morreu!" no periódico Açoriano Oriental a 18 de setembro de 1883, seguindo-se em 1886 a publicação do seu primeiro livro de poemas, intitulado "Aspirações", o qual foi saudado publicamente por Camilo Castelo Branco, João de Deus e Teófilo Braga após lerem a sua obra. Um ano depois, Alice Moderno tornou-se na primeira jovem do sexo feminino a frequentar o ensino liceal em Ponta Delgada, durante o ano lectivo de 1887/1888, revelando não estar atrás dos seus colegas do sexo masculino ao se classificar como a melhor aluna da sua turma em várias disciplinas. Assumindo-se desde muito cedo como uma mulher emancipada, ficando conhecida como uma das primeiras activistas feministas nos Açores, usava cabelo curto, roupas associadas ao sexo masculino, como calças, e terá sido uma das primeiras mulheres a fumar em público na ilha de São Miguel.
Anos mais tarde, em 1892 publicou o seu primeiro romance, "O Dr. Luís Sandoval", três peças de teatro e um ensaio literário, chegando ainda a participar e ser premiada em vários concursos de poesia, sendo alguns dos seus poemas traduzidos internacionalmente.

### Carreira Profissional e Literária
Após completar os seus estudos, começou a dar explicações particulares e trabalhar como professora de instrução primária e secundária, ensinando português e francês, enquanto também se dedicava aos negócios da família, trabalhando como comerciante e agente de seguros, o que lhe permitia viajar frequentemente para onde tinha parentes e interesses comerciais. Interessada em expandir os seus negócios, em 1903 adquiriu uma tipografia na Rua Fonte da Velha e posteriormente na Rua do Castilho, onde começaram a ser impressos os primeiros números do jornal anarquista Vida Nova de Francisco Soares Silva e do jornal O Proletário da Federação Operária e do Operariado, ligado ao Partido Socialista Português, para além de em 1909 ter adquirido uma propriedade em Fajã de Baixo, onde começou a cultivar ananases, e a representar outros produtores e firmas comerciais que exportavam produtos hortícolas, tornando-se fundadora do Sindicato Agrícola Micaelense.
Com grande gosto pela escrita e pelo jornalismo, escreveu e publicou vários livros de poemas, romances e peças de teatro, fundou os jornais O Recreio das Salas (1888) e A Folha (1902-1917), colaborou com diversos outros periódicos, como o Diário de Anúncios, de que foi directora entre 1892 e 1893, Diário dos Açores, A Pátria, Açoriano Oriental, Almanaque Micaelense, Correio dos Açores, Viagem, O Primeiro de Janeiro ou a Revista Pedagógica, entre muitos outros, escrevendo artigos originais ou traduções do francês, e após ganhar reconhecimento a nível nacional e internacional, foi aceite como sócia em diversas agremiações cientificas e literárias, destacando-se a Società Luigi Camoens de Itália, a Sociedade Literária Almeida Garrett, a Sociedade de Geografia de Lisboa, o Grémio Literário Funchalense e o Instituto de Coimbra. 

### Activismo Republicano e Feminismo
Convertida aos valores e ideais republicanos e à causa dos direitos das mulheres, em 1909, Alice Moderno participou no movimento de apoio aos estudantes do liceu que foram presos por se manifestarem contra a proibição do teatro de revista "Ou vai... ou racha" e cantarem nas ruas a música A Menina Rosa. Um ano depois, com a implantação da República Portuguesa, a jovem autora açoriana começou a participar activamente na vida social e política da cidade de Ponta Delgada, aderindo também a diversas organizações feministas nacionais e internacionais, como o International Council of Women e a Liga Republicana das Mulheres Portuguesas, apoiada pelo Partido Republicano Português, participando ainda na campanha a favor da aprovação da lei do divórcio e no movimento de contestação pelo fuzilamento do pedagogo espanhol e criador da Escola Moderna Francisco Ferrer. Pouco após a demissão de Ana de Castro Osório da organização feminina portuguesa em 1911, Alice Moderno seguiu a activista e escritora e tornou-se numa das primeiras sócias da então recém criada Associação de Propaganda Feminista. Anos depois, no seguimento das constantes desilusões provocadas pelo governo português que não só não aprovou a lei de voto para as mulheres, como ainda alterou o código eleitoral para este ser exclusivamente para o sexo masculino, Alice Moderno aderiu em 1915 à Associação Feminina de Propaganda Democrática, apoiada pelo Partido Democrático e pela acção política de Afonso Costa.

### Defesa dos Direitos dos Animais
Em 1911, na sequência de vários artigos publicados sobre maus tratos a animais, Alice Moderno fundou a Sociedade Micaelense Protectora dos Animais, a primeira associação dedicada ao bem-estar animal nos Açores, apostando em várias iniciativas para a criação de postos veterinários na ilha, programas de educação para os mais novos e várias petições para banir as touradas de morte, que apesar de proibidas desde 1928, ainda persistiam em Monsaraz e Barrancos. 

### Vida Amorosa
Nunca casou, mas durante a sua juventude esteve noiva do poeta Joaquim de Araújo, com o qual viveu um namoro à distância e por correspondência. Foram trocadas, entre os anos de 1888 e 1911, 71 cartas entre Alice Moderno e o poeta e escritor penafidelense que muito divulgou a cultura portuguesa pelo estrangeiro, nomeadamente em Itália. Sendo ambos poetas e jornalistas, fundadores de jornais e revistas, absorvidos por interesses culturais, ocupados em actividades intelectuais, criadores e difusores de literatura, as suas cartas de namoro contemplavam assuntos que ultrapassavam largamente a vida sentimental, ocupando um vasto espaço sobre a vida cultural portuguesa daquela época.
Anos mais tarde, Alice Moderno manteve uma longa relação com a jornalista e professora primária Maria Evelina de Sousa, com a qual partilhava casa, e que faleceu apenas oito dias após a sua morte. O seu relacionamento, apesar de muito discreto, causou alguma especulação na sociedade micaelense que desconhecia o teor da sua relação mas estranhava o facto das duas mulheres viverem juntas.

### Fim de Vida
Alice Moderno faleceu a 20 de fevereiro de 1946, com 78 anos de idade. Legou os seus bens a diversas causas de beneficência, tendo em 1948 sido construído o Hospital Veterinário Alice Moderno, destinado a acolher animais maltratados, e em 1956, com o dinheiro da arrematação dos seus bens, sido comprado o imóvel das Capelas destinado à Casa do Gaiato. 

## Homenagens
- Após o seu falecimento, o seu nome foi atribuído a uma rua na freguesia de São Pedro, em Ponta Delgada, pela Câmara Municipal.
- Em Agosto de 2014, foi criado um roteiro turístico e educacional sobre a vida e trabalho de Alice Moderno na cidade de Ponta Delgada.

## Obras
Muitas das suas obras foram publicadas sobre pseudónimos. Alguns destes são: Da Janela do Levante, Dominó Preto, Ecila, Eurico, O Secular, Gavroche, Gil Diávolo, Gyp ou ainda Veritas.

### Obras desaparecidas
- Correspondência com Joaquim de Araújo

### Obras impressas
- Adeus! Despedida da actriz Chrimilda Augusta da Silva Gomes. Ao publico michaelense,;Ponta Delgada, typ. Açoriano oriental, 1885
- Aspirações, Primeiros versos;1883-1886, Ponta Delgada, typ. Popular 1886
- "Tributo Singelo";In Memoriam Antero de Quental,;1887
- Trillos. Poesias,;Ponta Delgada, typ. Popular, 1888
- O Dr. Luis Sandoval. Romance,;Ponta Delgada, typ. e lith. Minerva, 1892
- Os Martyres do Amor,;Lisboa, typ. da Companhia Nacional Editora, 1894
- No Adro, 1899
- Os Martyres, 1904
- Mater Dolorosa. Monólogo, sl., 1909
- Versos da Mocidade 1888-1911, Ponta Delgada, A. Moderno, 1911
- Açores, Pessoas e Coisas, Ponta Delgada, Tip. Popular, 1901;
- "Coroa de Saudades oferecida a Teófilo Braga e sua esposa para a sepultura de seus filhos"
- Na véspera da incursão (peça em um acto),;Ponta Delgada, Tip. A. Moderno, 1913;
- Trevos,;1930

### Tradução
- Auguste Méquignon,;O Romantismo em França, Ponta Delgada, Minerva, 1894

### Colaborações
- Carteira do Viajante,;1882
- Correio Micaelense
- Revista Pedagógica
- Diário dos Açores
- A Persuasão
- A Madrugada
- Novidades
- O Século
- Revista de Portugal
- Bouquet Literário;1885
- A Alvorada;1887
- A Apoteose;19/10/1887
- Gazeta das Salas;(30/1/1890)
- A Festa das Crianças;(18/10/1891)
- Nova Alvorada 1891-1903
- Almanaque das Senhoras;1896, 1899, 1903, 1904, 1913-1919, 1923
- Almanaque Micaelense;1928-1934
- Almanaque Anuário Micaelense;1940
- A Crónica;1900-1906
- O País;1901-1904
- Revista de Lisboa 1901-1909
- Folha da Saudação 1902
- A Sociedade Futura 1902-1904
- Álbum Açoriano 1903
- Jornal das Senhoras 1904-1905
- Alma Feminina 1907-1908
- O Domingo;(1909-1911)
- Comédia;1910
- Límia;1910-1911
- Atlântico ;1916-1920
- Revista Micaelense;1918-1921
- Os Açores;1922-1924, 1928
- O Despertar de Angeja;1924-1927
- O Instituto Coimbra
- Portugal Feminino
- A Leitura;1932
- Ínsula;(c. 1930)
- Viagem. Revista de turismo, divulgação e cultura,;1942
- O Primeiro de Janeiro;1943

### Publicações que dirigiu
- O Recreio das Salas;(1888-1889)
- Diário dos Açores
- A Folha;(5/10/1902-15/4/1917)
- Diário de Anúncios, Ponta Delgada (1892-?)